# 강태욱 (축구 선수)
강태욱(1992년 5월 28일 ~ )은 대한민국의 축구 선수이며 포지션은 라이트백이다.